# Вламинк, Виллем де

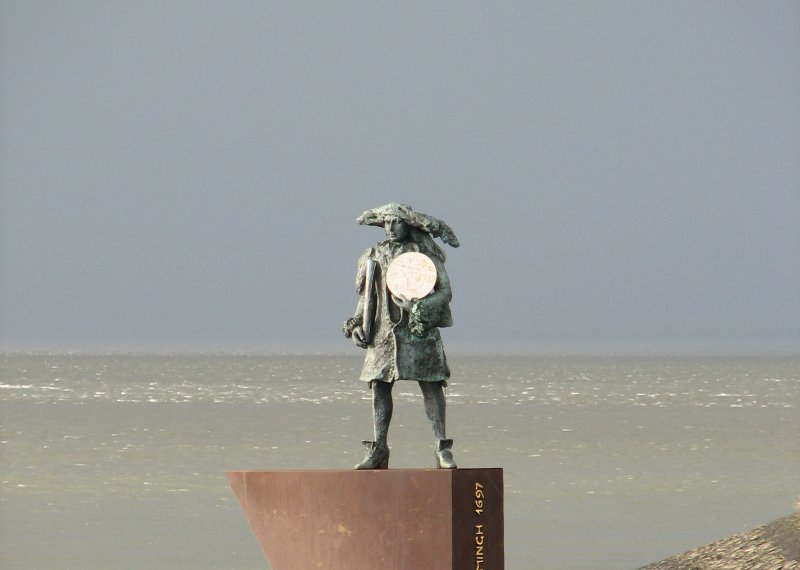
Памятник Виллему де Вламинку в г. Влиланде

Виллем де Вламинк (нидерл. Willem de Vlamingh; 28 ноября 1640, Остенде Западная Фландрия — ок. 1698 года) — голландский путешественник, капитан, который обследовал юго-западное побережье Австралии (тогда Новая Голландия) в конце XVII в.

## Ранние годы
В 1664 году Вламинк плавал к Новой Земле. В 1668 году женился. Он был шкиппером на китобойном судне и жил на острове Влиланд. В 1688 году Вламинк вступил в ряды VOC (Ост-Индской компании) и в том же году совершил свой первый поход до Батавии. После своего второго путешествия в 1694 году ему, по просьбе Николааса Витсена было предложено возглавить экспедицию по поиску судна VOC Ridderschap van Holland, которое пропало с 325 пассажирами и членами экипажа на пути в Батавию. Чиновники VOC полагали, что возможно оно село на мель вблизи Западной Австралии.

## Спасательная миссия
В 3 мая 1696 года экспедиция Виллема де Вламинка в составе трёх кораблей: фрегата Joan Geelvinck под командованием самого Вламинка, гукора Nyptangh под командованием Геррита Колаерта и галиота Wezeltje под командованием Корнелиса Вламинка, сына Вламинка, отправилась из Тексела. Обогнув Шотландию, экспедиция отправилась к островам Тристан-да-Кунья. Вламинку было приказано выяснить, имеется ли на островах хорошая якорная стоянка и подходящее место чтобы сойти на берег. В результате было решено что острова были непригодны в качестве перевалочного пункта на пути в Ост-Индию. В начале сентября эскадра прибыла к Мысу Доброй Надежды и оставалась там семь недель по причине распространения цинги среди экипажей. 27 октября экспедиция вышла в море и следуя маршрутом Браувера проследовала на восток, обследовав остров Сен-Поль и остров Амстердам, не найдя там следов кораблекрушения или выживших.
29 декабря 1696 года экспедиция высадилась на безлюдный остров, находящийся в 18 километрах от континентального побережья Западной Австралии, где встретила большое количество квокк (семейства кенгуровых), и полагая, что это большие крысы, назвали остров Роттнест «гнездо крыс» (Rattennest на голландском языке).
10 января 1697 года экспедицией была открыта Лебединая река. Там же голландская экспедиция Виллема де Вламинка обнаружила впервые популяцию чёрных лебедей (этот факт послужил впоследствии основой для одноимённой теории). В январе 1697 года путешественник исследовал эту реку и на лодках достиг острова Хайриссон, находящийся у восточной окраины Перта. Члены его команды были первыми европейцами в данном регионе.
4 февраля 1697 года экспедиции высадилась на острове Хартога в Западной Австралии, где заменила оловянную табличку с выгравированной датой его обнаружения и именем капитана Дерка Хартога, оставленную при открытии им острова в 1616 году на новую, на которой была нанесена надпись обеих визитов голландских капитанов.
3 февраля 1698 года Виллем де Вламинг отдал команду на возвращение экспедиции и прибыл вместе со своим сыном в свой родной город Амстердам 16 августа того же года. После возвращения в качестве подарка Виллем де Вламинг послал бургомистру Амстердама Николаасу Витсену коробку с ракушками, фруктами и дарами природы, привезёнными им из Новой Голландии (Австралии), а также одиннадцать рисунков художника Виктора Викторза, сделанные в экспедиции. Подарками также должны были служить и несколько чёрных лебедей, но они умерли в пути. Витсен передал рисунки английскому натуралисту Мартину Листеру. Витсен, вложивший в путешествие значительные личные средства, был разочарован, так как был более заинтересован в налаживании торговли, чем в исследовании неизвестных до тех пор территорий.